# I'll Be There (bài hát)
"I'll Be There" là một ca khúc nhạc soul được viết bởi Berry Gordy, Bob West, Hal Davis và Willie Hutch (được biết tên với tên gọi "The Corporation") được phát hành làm 2 phiên bản đĩa đơn đạt ngôi quán quân tại Mỹ: phiên bản gốc năm 1970 bởi ban nhạc The Jackson 5 và phiên bản năm 1992 được trình diễn trực tiếp bởi hai nghệ sĩ R&B người Mỹ Mariah Carey và Trey Lorenz.
Phiên bản của The Jackson 5 được thu âm bởi hãng đĩa Motown Records và được phát hành dưới dạng đĩa đơn đầu tiên trích từ Third Album vào 1969. Được sản xuất bởi chính những người sáng tác nên bài hát, "I'll Be There" trở thành đĩa đơn đạt ngôi quán quân thứ tư liên tiếp của The Jackson 5 (cùng với "I Want You Back", "ABC" và "The Love You Save") giúp họ trở thành nhóm nhạc da màu đầu tiên có 4 bài hát pop ăn khách liên tiếp đạt ngôi đầu bảng. "I'll Be There" cũng được ghi nhận là đĩa đơn ăn khách nhất từng được phát hành bởi hãng đĩa Motown trong "Thời kì Detroit" (1959-1972).
Bản thể hiện lại của Mariah Carey và Trey Lorenz được thu âm trực tiếp khi Carey trình diễn trong chương trình MTV Unplugged năm 1992. Đồng sản xuất bởi Carey và Walter Afanasieff, "I'll Be There" trở thành đĩa đơn thứ sáu của Carey đạt ngôi đầu bảng tại Mỹ và là bài hát ăn khách nhất của cô lúc bấy giờ.

## Phiên bản củaThe Jackson 5

### Kết cấu
Sau ba đĩa đơn đạt ngôi quán quân với giai điệu nhanh theo phong cách "bubblegum soul" của Jackson 5 ("I Want You Back", "ABC" và "The Love You Save"), chủ hãng đĩa Motown, Berry Gordy quyết định mạo hiểm và thử nghiệm một bản ballad cho nhóm. Ở bài hát này, ông có nhờ sự hợp tác của các nhạc sĩ như Hal Davis, Willie Hutch và Bob West.
Thành phẩm là một bài hát ballad nhẹ nhàng. Những người hát chính của nhóm, Michael Jackson và anh trai Jermaine có chia sẻ phần hát chính trong bản này cùng nhau. Câu hát "just look over your shoulders, honey" là sự ám chỉ tới bản "Reach Out I'll Be There" một đĩa đơn ăn khách đạt quán quân năm 1966 của Four Tops.

### Phát hành và tiếp nhận
Trong quyển tự truyện Moon Walk, Michael Jackson có lưu ý "I'll Be There" là bài hát định hình nên sự nghiệp của The Jackson 5 và cho khán giả thấy nhóm có tiềm năng xa hơn là chỉ loại nhạc bubblegum pop. Allmusic có cho rằng "Hiếm khi lại có một người trẻ hát với nhiều nội lực mà trang nhã đến thế, người hát bản ballad nhẹ nhàng, đau đớn này bằng sự khôn ngoan và tường tận hơn số tuổi của mình."
Ca khúc trở thành đĩa đơn thành công nhất mà The Jackson 5 từng phát hành, khi bán ra 4.2 triệu bản tại Hoa Kỳ và 6.1 triệu đĩa trên toàn thế giới. Nó thế chân "I Heard It Through the Grapevine" bởi Marvin Gaye để trở thành đĩa đơn thành công nhất mà hãng đĩa Motown từng phát hành tại Mỹ, trước khi bị vượt mặt bởi bản song ca huyền thoại giữa Lionel Richie và Diana Ross - "Endless Love". Ngoài Hoa Kỳ, "I Heard It Through the Grapevine" vẫn còn là đĩa đơn bán chạy nhất của Motown với doanh số đạt 7 triệu đĩa.
Ca khúc nắm giữ vị trí đầu bảng tại Billboard Pop Singles Chart trong năm tuần, từ 17 tháng 10 đến 14 tháng 11, vượt mặt "Cracklin' Rosie" của Neil Diamond; và được thay thế sau đó bởi "I Think I Love You" của The Partridge Family. "I'll Be There" cũng đồng thời đạt thành công tại Billboard Black Singles Chart khi giữ vị trí quán quân trong 6 tuần và đạt vị trí thứ 4 tại Anh. Mặt B của đĩa đơn là bài hát "One More Chance", trích từ album thứ hai của họ.
"I'll Be There" là bài hát ăn khách cuối cùng của Jackson 5. Trong suốt sự nghiệp còn lại như là một nghệ sĩ thuộc hãng đĩa lớn, các đĩa đơn của họ vẫn chưa thể tăng cao hơn hạng thứ hai. Michael Jackson thì lại đạt rất nhiều đĩa đơn quán quân kể từ khi tách nhóm, bắt đầu với bài hát "Ben" năm 1972.
Michael Jackson trình diễn "I'll Be There" trong mọi chuyến lưu diễn của mình. "I'll Be There" vẫn đang còn là bài hát phổ biến nhất của Jackson 5 và được thể hiện lại bởi rất nhiều nghệ sĩ, bao gồm Josie and the Pussycats và Mariah Carey, người đã mang bản nhạc này trở lại cộng đồng yêu nhạc sau hơn hai thập kỷ phát hành.
"I'll Be There" là một trong những bài hát được sử dụng trong Grease: You're the One that I Want!.
Andy Williams có phát hành một phiên bản của bài hát này trong album năm 1971 của mình, You've Got a Friend.
Bài hát cũng thường xuyên xuất hiện trong bài hát liên khúc được trình diễn trực tiếp của nhóm Green Day.
Bài hát được trình diễn trong "liên khúc Jackson 5" thuộc tất cả các chuyến lưu diễn của Michael: The Bad, Dangerous và HIStory tours.
Ca khúc còn được trình diễn trong bộ phim Michael Jackson's This Is It năm 2009 của Michael Jackson.
Ca khúc được sử dụng trong quảng cáo của nhãn hàng Pepsi trong suốt Dangerous World Tour năm 1992.

## Các bảng xếp hạng
| Bảng xếp hạng (1970)          | Thứ hạng cao nhất |
| ----------------------------- | ----------------- |
| Dutch Singles Chart           | 18                |
| Australian Singles Chart      | 34                |
| UK Singles Chart              | 4                 |
| U.S. Billboard Hot 100        | 1                 |
| U.S. Billboard Black Singles  | 1                 |
| U.S. Billboard Easy Listening | 24                |
| Bảng xếp hạng (2009)          | Thứ hạng cao nhất |
| UK Singles Chart              | 65                |

## Phiên bản củaMariah Carey
Mariah Carey có chọn trình bày lại "I'll Be There" trong danh sách trình diễn cho MTV Unplugged vào phút cuối, sau khi được thông báo việc phải trình bày lại ít nhất một bài hát của một nghệ sĩ khác. "I'll Be There" là bài hát thứ sáu trong chương trình MTV Unplugged đặc biệt của Carey, được ghi hình vào ngày 16 tháng 3 năm 1992. Nó đã được trình diễn như một bản song ca lãng mạn, khi Carey hát phần của Michael Jackson và nghệ sĩ R&B Trey Lorenz hát phần của Jermaine Jackson. Chương trình và EP nhạc mang tên MTV Unplugged này đều được sản xuất bởi Carey và Walter Afanasieff, người đã chơi dương cầm trong màn trình diễn. Wanya Morris của nhóm Boyz II Men đã thể hiện bài hát này trong video đêm diễn Fantasy: Mariah Carey at Madison Square Garden.
Tập MTV Unplugged đặc biệt này được phát sóng ngày 20 tháng 5 năm 1992 và là một thành công lớn. Hãng đĩa của Carey, Columbia Records nhận được nhiều lời yêu cầu phát hành "I'll Be There" dưới dạng đĩa đơn, điều mà họ chưa từng lên kế hoạch. Một bản chỉnh sửa của đài phát thanh được ra mắt, khi những phần hội thoại trong phần trình diễn được cắt đi, trước khi "I'll Be There" được phát hành dưới dạng đĩa đơn. Tại Hoa Kỳ, ca khúc được ra mắt với bài hát "So Blessed" ở Mặt-B; trong khi ở Anh, đĩa đơn này bao gồm phần trình diễn trực tiếp bản "Vision of Love", và phiên bản trong album của bài hát "If It's Over" và "All in Your Mind".
"I'll Be There" nhận được 2 đề cử cho "Trình diễn giọng R&B xuất sắc nhất" và "Bài hát R&B Xuất sắc nhất" tại Giải Grammy 1993, nhưng đều chào thua trước "End of the Road" của Boyz II Men. Video âm nhạc của "I'll Be There", do Larry Jordan làm đạo diễn, là phần được cắt từ màn trình diễn của Carey trong MTV Unplugged.
Trong suốt phần tưởng niệm ngày mất của Michael Jackson vào ngày 7 tháng 7 năm 2009, Carey và Lorenz đã hát lại ca khúc này để tưởng nhớ đến anh.

### Đánh giá chuyên môn
Shawn M. Haney, biên tập viên từ Allmusic, đề bật bài hát này và diễn tả nó như một bản tình ca đầy sức mạnh. Tờ Entertainment Weekly cho rằng Mariah đã biến bản nhạc này thành một "bản song ca tuyệt vời".

### Danh sách bài hát
Đĩa đơn dưới dạng CD trên toàn thế giới
1. "I'll Be There"
2. "So Blessed"

Đĩa đơn dưới dạng CD tại châu Âu
1. "I'll Be There"
2. "So Blessed"
3. "Vanishing"

Đĩa đơn dưới dạng CD tại Anh
1. "I'll Be There"
2. "Vision of Love" (live)
3. "If It's Over
4. "All in Your Mind"

#### Diễn biến trên các bảng xếp hạng
Sau thất bại của đĩa đơn "Make It Happen" về mặt thương mại, "I'll Be There" là đĩa đơn đưa Carey trở lại thành công: nó trở thành đĩa đơn quán quân thứ sáu của cô tại Billboard Hot 100 trong hai tuần, từ 13 tháng 6 đến ngày 27 tháng 6 năm 1992. Nó cũng đạt ngôi quán quân trên Hot Adult Contemporary Tracks, đồng thời là đĩa đơn duy nhất trong chương trình MTV Unplugged đạt ngôi quán quân.
"I'll Be There" cũng là một thành công vượt bậc của Carey ngoài khu vực Bắc Mỹ, khi trở thành đĩa đơn được ưa chuộng của cô trong nhiều thị trường âm nhạc. Nó đã dẫn đầu Canadian Singles Chart trong hai tuần, trở thành đĩa đơn ăn khách nhất của cô tại Anh (đạt vị trí Á quân) và tại Úc (đạt vị trí thứ 9). Nó cũng đạt đến top 20 khắp khu vực Châu Âu, nơi mà sự nghiệp của Carey lúc đó vẫn còn nhiều giới hạn.
Ca khúc đã bán hơn 345.000 bản tại Anh.

### Các bảng xếp hạng
| Bảng xếp hạng (1992)               | Thứ hạng cao nhất |
| ---------------------------------- | ----------------- |
| Australian Singles Chart           | 9                 |
| Canadian Singles Chart             | 1                 |
| Dutch Singles Chart                | 1                 |
| French Singles Chart               | 16                |
| German Singles Chart               | 33                |
| Irish Singles Chart                | 3                 |
| New Zealand Singles Chart          | 1                 |
| Norwegian Singles Chart            | 10                |
| Swedish Singles Chart              | 26                |
| Swiss Singles Chart                | 20                |
| UK Singles Chart                   | 2                 |
| US Billboard Hot 100               | 1                 |
| US Billboard Hot R&B/Hip-Hop Songs | 11                |
| US Billboard Adult Contemporary    | 1                 |

| Bảng xếp hạng (1992)   | Thứ hạng |
| ---------------------- | -------- |
| U.S. Billboard Hot 100 | 16       |

| Bảng xếp hạng (1990–1999) | Thứ hạng |
| ------------------------- | -------- |
| U.S. Billboard Hot 100    | 96       |

| Quốc gia                                                                           | Chứng nhận | Số đơn vị/doanh số chứng nhận |
| ---------------------------------------------------------------------------------- | ---------- | ----------------------------- |
| New Zealand (RMNZ)                                                                 | Vàng       | 15.000‡                       |
| * Chứng nhận dựa theo doanh số tiêu thụ. ^ Chứng nhận dựa theo doanh số nhập hàng. |            |                               |

## Phiên bản củaArthur Hanlon
Năm 2003, nghệ sĩ dương cầm Arthur Hanlon có thể hiện lại ca khúc này theo thể loại bachta cùng nghệ sĩ khách mời người Dominic, Karlos Rosé. Phiên bản của họ đã được thu âm bằng tiếng Pháp và xuất hiện trong chuyến lưu diễn Encanto del Caribe của Hanlon. Ca khúc do Hanlon và David Cabera sản xuất.

### Diễn biến trên các bảng xếp hạng
| Bảng xếp hạng (2013)                | Thứ hạng cao nhất |
| ----------------------------------- | ----------------- |
| Hoa Kỳ Hot Latin Songs (Billboard)  | 41                |
| Hoa Kỳ Tropical Airplay (Billboard) | 4                 |